# Karen Phillips
Karen Anne Phillips także Karen Higgison (ur. 4 maja 1966 w Nowra) – australijska pływaczka. Srebrna medalistka olimpijska z Los Angeles.
Zawody w 1984 były jej jedynymi igrzyskami olimpijskimi. Medal, pod nieobecność sportowców z części krajów tzw. Bloku Wschodniego, zdobyła na dystansie 200 metrów stylem motylkowym. Zdobyła dwa medale Igrzysk Wspólnoty Narodów w 1986, srebro na dystansie 200 metrów stylem motylkowym i brąz w sztafecie 4 × 100 metrów stylem zmiennym. 